# Деполи, Алексис-Жозеф
Алексис-Жозеф Деполи (фр. Alexis-Joseph Depaulis, 30 августа 1790, Париж — 29 сентября 1867, Париж) — французский медальер и скульптор.

## Биография

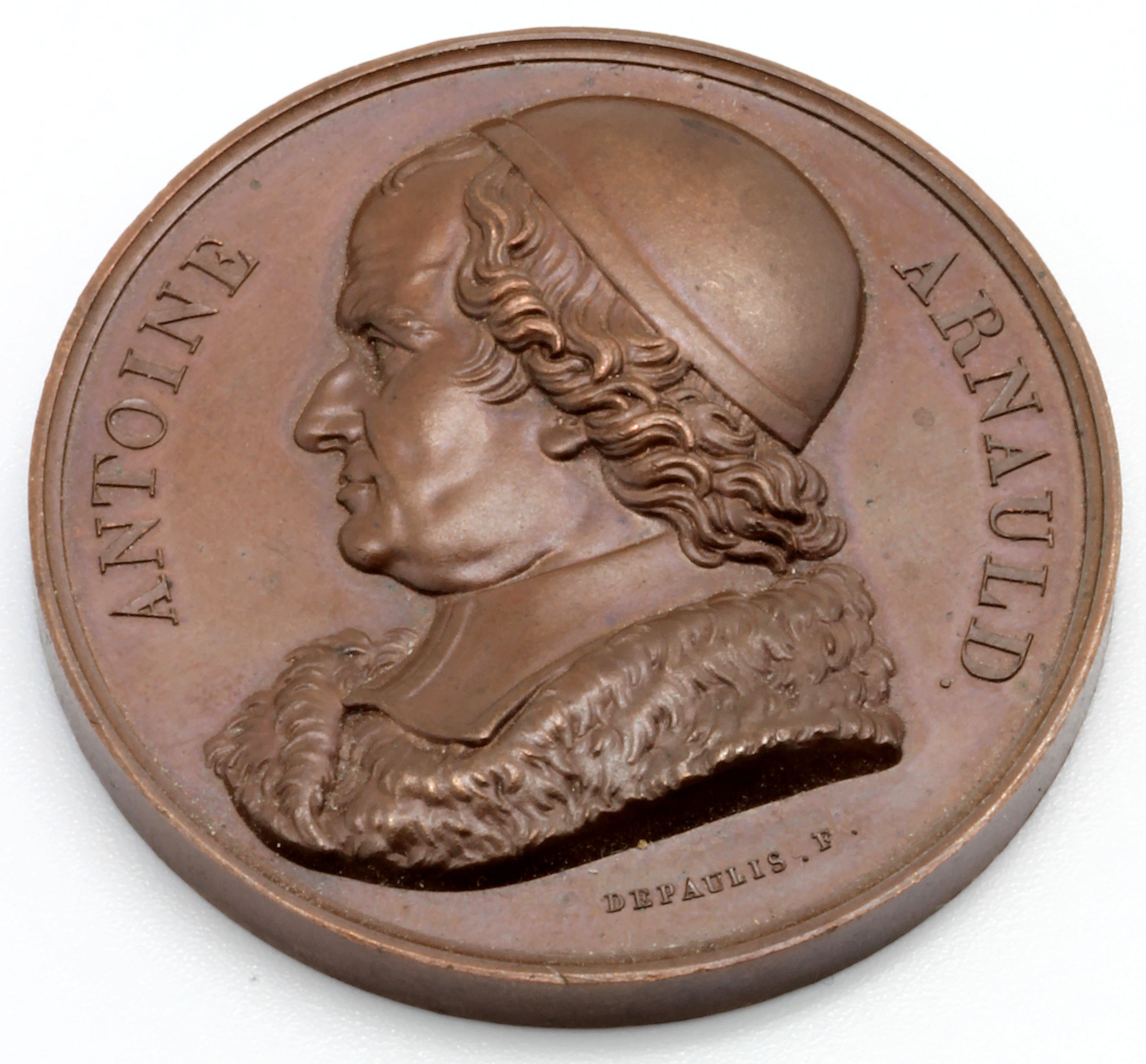
Медаль в честь Антуана Арно, подпись — «DEPAULIS.F.»

Учился в школе изящных искусств в Париже и у скульптора и медальера Жана-Бертрана Андриё. Участвовал в создании серии медалей в честь великих людей Франции (Galerie metallique des Grands Hommes de France).
Создал ряд портретных медалей, а также медалей в честь исторических событий и на аллегорические темы.
Некоторые свои работы подписывал «DEPAULIS.F.».
В 1910 году его дочь передала полное собрание его медалей в дар Кабинету медалей Национальной библиотеки Франции.